# 克利內什蒂鄉 (阿爾傑什縣)
44°49′45″N 25°02′25″E / 44.82917°N 25.04028°E
克利內什蒂鄉（羅馬尼亞語：Comuna Călinești, Argeș），是羅馬尼亞的鄉份，位於該國中南部，由阿爾傑什縣負責管轄，面積108平方公里，海拔高度292米，2009年人口11,082，人口密度每平方公里102人。